# 博羅県
博羅県（はくらけん）は中華人民共和国広東省恵州市に位置する県。

## 歴史
前214年、秦代により傅羅県が設置された。280年（太康元年）、西晋により傅羅県は博羅県と改称された。

## 行政区画
下部に2街道、15鎮を管轄する
- 街道
  - 羅陽街道、竜渓街道
- 鎮
  - 石壩鎮、麻陂鎮、観音閣鎮、公荘鎮、楊村鎮、柏塘鎮、泰美鎮、湖鎮鎮、長寧鎮、福田鎮、竜華鎮、園洲鎮、石湾鎮、楊僑鎮、横河鎮

## 交通

### 鉄道
- 中国国家鉄路集団
  - 贛深旅客専用線（中国語版）
    - 博羅北駅

  - 広汕線（中国語版）
    - 博羅駅、羅浮山駅

  - 京九線

### 道路

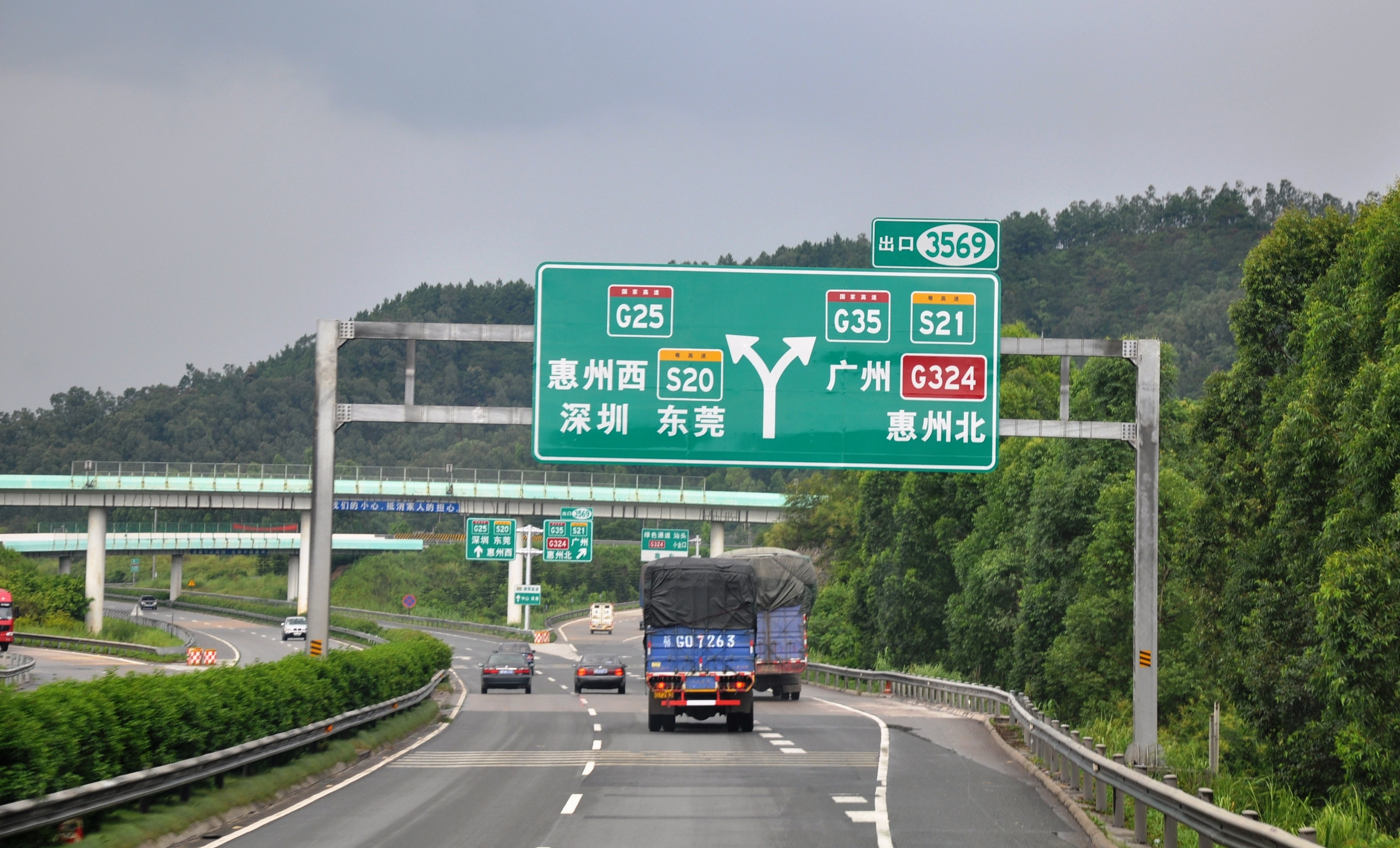
恵河高速道路小金口JCT

- 高速道路
  -  長深高速道路
  -  済広高速道路
  -  武深高速道路（中国語版）
  -  広河高速道路（中国語版）
  -  広恵高速道路（中国語版）
  -  韶恵高速道路（中国語版）
  -  従莞深高速道路（中国語版）
- 国道
  - G205国道（中国語版）
  - G220国道（中国語版）
  - G324国道